# Pericome spilanthoides
Pericome spilanthoides là một loài thực vật có hoa trong họ Cúc. Loài này được (Sch.Bip.) Benth. & Hook.f. ex Hemsl. mô tả khoa học đầu tiên năm 1881.